# بيفل سولوماتين
بيفل سولوماتين (بالروسية: Соломатин, Павел Олегович)‏ هو لاعب كرة قدم روسي في مركز الهجوم، ولد في 4 أبريل 1993 في تولياتي في روسيا. شارك مع منتخب روسيا تحت 21 سنة لكرة القدم. أما مع النوادي، فقد لعب مع أمكار بيرم وأنجي محج قلعة ودينامو موسكو وسبارتاك موسكو.

## وصلات خارجية
- بيفل سولوماتين على موقع قاعدة بيانات كرة القدم.إي يو (الإنجليزية)
- بيفل سولوماتين على موقع Soccerway.com (الإنجليزية)
- بيفل سولوماتين على موقع عالم كرة القدم.نت (الإنجليزية)